# Cantonul Lézignan-Corbières
Cantonul Lézignan-Corbières este un canton din arondismentul Narbonne, departamentul Aude, regiunea Languedoc-Roussillon, Franța.

## Comune
- Argens-Minervois
- Boutenac
- Camplong-d'Aude
- Castelnau-d'Aude
- Conilhac-Corbières
- Cruscades
- Escales
- Fabrezan
- Ferrals-les-Corbières
- Fontcouverte
- Homps
- Lézignan-Corbières (reședință)
- Luc-sur-Orbieu
- Montbrun-des-Corbières
- Montséret
- Ornaisons
- Saint-André-de-Roquelongue
- Tourouzelle